# Passage Charles-Dallery
Passage Charles-Dallery är en passage i Quartier de la Roquette i Paris elfte arrondissement. Passagen är uppkallad efter uppfinnaren och orgelbyggaren Charles Dallery (1754–1835). Passage Charles-Dallery börjar vid Rue de Charonne 53 och slutar vid Rue du Faubourg-Saint-Antoine 90 bis.

## Bilder
| - Gatuskylt. - Passage Charles Dallery. |

## Omgivningar
- Notre-Dame-du-Perpétuel-Secours
- Square de la Folie-Régnault
- Rue du Faubourg-Saint-Antoine
- Place de la Bastille
- Square de la Roquette
- Cour Debille
- Square Francis-Lemarque

## Kommunikationer
- Tunnelbana – linje  – Ledru-Rollin
- Busshållplats Commandant Lamy – Paris bussnät

### Webbkällor
- ”Passage Charles-Dallery”. Mairie de Paris. https://web.archive.org/web/20160303172303/http://www.v2asp.paris.fr/commun/v2asp/v2/nomenclature_voies/Voieactu/1826.nom.htm. Läst 25 februari 2023.
- ”Passage Charles-Dallery (11ème arrondissement)”. Les rues de Paris. https://web.archive.org/web/20190929065331/http://www.parisrues.com/rues11/paris-11-passage-charles-dallery.html. Läst 25 februari 2023.